# Глухов Євген Анатолійович
Євген Анатолійович Глухов (рос. Евгений Анатольевич Глухов; нар. 22 червня 1974) — радянський, український та російський футболіст, універсал.

## Кар'єра гравця
У 1991 році зіграв 2 матчі за нікопольський «Колос». З 1992 по 1996 рік виступав за аматорські клуби України і російський клуб «Нива» («Кубань») зі Слов'янська-на-Кубані.
У 1996 року перейшов у «Чорноморець», в складі якого дебютував у Вищій лізі Росії 10 серпня 1996 року в матчі проти КАМАЗа. За календарний рік взяв участь в 18 поєдинках команди у вищій лізі. Влітку 1997 року поповнив ряди ставропольського «Динамо», провів 5 матчів.
У сезоні 1999 року виступав за «Кубань», в 29 зустрічах забив 4 м'ячі. У 2000 році грав за «Спартак-Телеком», провів 28 матчів і відзначився 5 голами в першості, ще 1 поєдинок зіграв у Кубку Росії.
Сезон 2002 року провів у кримському «Вітязі», у 38 поєдинках першості забив 12 м'ячів, ще 1 матч зіграв у Кубку. З 2003 по 2005 рік виступав за талдикорганський клуб «Жетису», в складі якого провів 70 поєдинків та відзначився 12 голами у Вищій лізі Казахстану.
Наприкінці січня 2006 року рушив на передсезонний збір з командою «Єсіль-Богатир», брав участь та забивав у товариських иатчах, але в підсумку клубом прийнято рішення відмовитися від його послуг.

## По завершенні кар'єри
Після завершення кар'єри професійного футболіста продовжив грати на любительському рівні, виступав за команду ветеранів ФК «Кубань». Окрім цього, працював директором муніципальної установи «Міський стадіон» у Слов'янську-на-Кубані. З лютого 2011 року обіймав посаду генерального директора в клубі «Слов'янський», в червні залишив займану посаду через сімейні обставини.
У 2014-2015 роках працював в системі «Краснодара», начальником третьої команди, а потім начальником основної команди.